# Ichneumon acuticornis
Ichneumon acuticornis là một loài tò vò trong họ Ichneumonidae.